# Rancho Queimado
Rancho Queimado é um município brasileiro do estado de Santa Catarina, na região sul do Brasil. Localiza-se a uma latitude 27º40'21" sul e a uma longitude 49º01'18" oeste, a 65 km Florianópolis. Possui uma área de 286,432 km², com a altitude média de 810 metros. Sua população, segundo o Censo Brasileiro de 2022, é de 3.279 habitantes.
Rancho Queimado é a capital catarinense do morango.
Um de seus distritos mais famosos é Taquaras, onde se realiza anualmente a Festa do Morango. 
Uma das atrações do município é o museu histórico, a antiga casa de campo de Hercílio Luz.
Na cidade também se encontra, desde 1905, a fábrica de refrigerantes Bebidas Leonardo Sell, uma das mais antigas do Brasil. A indústria é a fabricante do tradicional refrigerante Guaraná Pureza.
Em 2021, durante a pandemia de covid-19, a cidade virou alvo de fake news, as quais afirmavam que o município não tinha registrado óbitos da doença.

## História
O povoamento do local teve seu início em 1787, que assim como outras cidades da região, surgiu entorno das estradas que ligavam a serra ao litoral. No que viria a se tornar a cidade foi criado um rancho, que servia como um local de repouso aos tropeiros, que transportavam 'tropas' de gado do interior à capital. Esse rancho acabou sendo incendiado, o que batizou o futuro município.
Pela Lei nº 850, foi criado o município de Rancho Queimado em 08/11/1962.

Em 25 de outubro de 2001 Rancho Queimado recebeu o título de “Capital Catarinense do Morango”, através da Lei Estadual nº 11.954.